# Abdoul Bandaogo
Abdoul Bandaogo (Uagadugú, 30 de mayo de 1998) es un futbolista burkinés que juega de centrocampista en la U. E. Cornellà de la Segunda Federación. Es internacional con la selección de fútbol de Burkina Faso.

## Trayectoria
Debutó como sénior en el R. B. Linense en 2019, al que llegó procedente de Francia. En 2020 se marchó cedido al Betis Deportivo Balompié, regresando a final de temporada al Linense.
En septiembre de 2022 se marchó a Portugal tras fichar por el C. D. Trofense después de haber concluido su segunda etapa en el filial verdiblanco, equipo al que había vuelto a inicios de año.
En enero de 2023 fichó por el Dinamo Minsk bielorruso. Allí estuvo hasta julio, momento en el que se fue al N. K. Celje. En este equipo no llegó a jugar ningún partido y antes de acabar el año regresó a España tras incorporarse a la U. D. Melilla.
El 24 de enero de 2025 se unió a la U. E. Cornellà para competir durante la segunda vuelta del campeonato en la Segunda Federación.

## Selección nacional
Es internacional con la selección de fútbol de Burkina Faso, con la que debutó el 9 de octubre de 2020 frente a la selección de fútbol de la República Democrática del Congo.

## Clubes
| Club                              | País        | Año       |
| --------------------------------- | ----------- | --------- |
| R. B. Linense                     | España      | 2019-2022 |
| Betis Deportivo Balompié (cedido) | España      | 2020-2021 |
| Betis Deportivo Balompié          | España      | 2022      |
| C. D. Trofense                    | Portugal    | 2022-2023 |
| Dinamo Minsk                      | Bielorrusia | 2023      |
| N. K. Celje                       | Eslovenia   | 2023      |
| U. D. Melilla                     | España      | 2023-2024 |
| U. E. Cornellà                    | España      | 2025-     |